# ラリー・ウェイド
ラリー・ウェイド (Larry Wade、1974年11月22日 - ）はアメリカ合衆国の110メーターハードルの元陸上選手。自己ベストは、ローザンヌで1999年7月に記録した13.01秒。引退後は、陸上のコーチを務めている。テキサス州ギディングス出身。
妻は、オリンピック陸上競技日本代表選手の金沢イボンヌ。